# Anna Sofie Christensen
Anna Sofie Christensen ist eine dänische Musicaldarstellerin, Theater- und Filmschauspielerin.

## Leben
Christensen erhielt eine klassische Schauspielausbildung. Sie sammelte erste Erfahrungen als Schauspielerin in einer wettbewerbsorientierten Improvisationsgruppe in ihrer Heimatstadt Kopenhagen. Neben der Schauspielerei ist sie auch als Wettkampfspringerin und Westernreiterin aktiv. Sie spricht neben ihrer Muttersprache Dänisch auch fließend Deutsch und Englisch. Seit 2018 lebt sie in den USA. Sie wirkte im selben Jahr im Kurzfilm Pop Horror Made Me Do It und vier Episoden der Fernsehserie American Bikini mit. 2019 war sie in den Musikvideos zu den Liedern Open My Mouth von Kiiara und Goblin von Sulli zu sehen. In den nächsten Jahren folgten weitere Besetzungen in Kurzfilmen und 2019 eine größere Rolle im Katastrophenfilm Arctic Apocalypse. 2021 wirkte sie im Musikvideo zum Lied Lux Ex Tenebris (Light from Darkness) von Kim Planert mit. Im selben Jahr erhielt sie eine Nebenrolle im Kinofilm Space Jam: A New Legacy an der Seite von LeBron James. 

## Filmografie (Auswahl)
- 2018: Pop Horror Made Me Do It (Kurzfilm)
- 2018: Easter Egg
- 2018: American Bikini (Fernsehserie, 4 Episoden)
- 2019: First Gig (Fernsehserie)
- 2019: Daughters of Wolbachia (Kurzfilm)
- 2019: Problems (Kurzfilm)
- 2019: Super Low Budget Bible Stories: Daniel in the Lion's Den (Kurzfilm)
- 2019: Skateboard Bandits (Kurzfilm)
- 2019: Arctic Apocalypse
- 2019: Like, Climate Stuff (Kurzfilm)
- 2019: DeadMe (Kurzfilm)
- 2019: Magie des Étoiles
- 2019: Hunter (Kurzfilm)
- 2019: Void (Kurzfilm)
- 2020: The Knock (Kurzfilm)
- 2020: Teaching Harmony (Fernsehfilm)
- 2020: Erebus (Kurzfilm)
- 2020: A Most Dangerous Game (Kurzfilm)
- 2020: Rag Doll (Kurzfilm)
- 2020: Here Cut Salon (Kurzfilm)
- 2020: Last Looks (Fernsehserie, Episode 1x01)
- 2020: Stay Alive – Überleben um jeden Preis (Alone)
- 2020: Yellow River Christmas
- 2021: The Ghost House (Kurzfilm)
- 2021: Space Jam: A New Legacy
- 2021: The Light; Urban Chronicles (Mini-Serie, Episode 1x02)

## Theater (Auswahl)
- Don Juan Comes Back from the War
- Fury
- Cymbeline
- Be My Baby
- To Russia with Love
- Rasmus Klump og Venner
- I Dine Drømme
- Interlude